# Grant Holloway
Stanley Grant Holloway (Chesapeake, 19 de noviembre de 1997) es un deportista estadounidense que compite en atletismo, especialista en las carreras de vallas.
Participó en dos Juegos Olímpicos de Verano, obteniendo dos medallas, plata en Tokio 2020 y oro en París 2024, ambas en la prueba de 110 m vallas.
Ganó tres medallas de oro en el Campeonato Mundial de Atletismo entre los años 2019 y 2023, y tres medallas de oro en el Campeonato Mundial de Atletismo en Pista Cubierta entre los años 2022 y 2025.
En febrero de 2024 estableció una nueva plusmarca mundial de los 60 m vallas en pista cubierta (7,27 s).
Estudió Ciencias de la Educación en la Universidad de Florida.

## Palmarés internacional
| Juegos Olímpicos                     | Juegos Olímpicos        | Juegos Olímpicos | Juegos Olímpicos |
| Año                                  | Lugar                   | Medalla          | Prueba           |
| ------------------------------------ | ----------------------- | ---------------- | ---------------- |
| 2020                                 | Tokio (Japón)           | Medalla de plata | 110 m vallas     |
| 2024                                 | París (Francia)         | Medalla de oro   | 110 m vallas     |
| Campeonato Mundial                   |                         |                  |                  |
| Año                                  | Lugar                   | Medalla          | Prueba           |
| 2019                                 | Doha (Catar)            | Medalla de oro   | 110 m vallas     |
| 2022                                 | Eugene (Estados Unidos) | Medalla de oro   | 110 m vallas     |
| 2023                                 | Budapest (Hungría)      | Medalla de oro   | 110 m vallas     |
| Campeonato Mundial en Pista Cubierta |                         |                  |                  |
| Año                                  | Lugar                   | Medalla          | Prueba           |
| 2022                                 | Belgrado (Serbia)       | Medalla de oro   | 60 m vallas      |
| 2024                                 | Glasgow (Reino Unido)   | Medalla de oro   | 60 m vallas      |
| 2025                                 | Nankín (China)          | Medalla de oro   | 60 m vallas      |